# Arma de ar comprimido

Esquema de funcionamento de um tipo de pistola de ar comprimido.

Arma de ar comprimido (ou pistola de ar comprimido) é uma arma que utiliza a força do ar comprimido, em contraposição às armas de fogo, que se baseiam em reações químicas que produzem uma grande quantidade de gases ao queimar-se combustíveis como a pólvora.

## Funcionamento
Elas geralmente consistem de uma carabina ou pistola, que tem uma câmara de pressão cujo ar é comprimido por um pistão e assim permanece por meio do mecanismo de gatilho. Quando o operador puxa o gatilho, a mola é libertada e libera o ar comprimido que passa para a câmara, onde se situa o chumbinho.
Sob a força do ar comprimido pelo pistão, o chumbo é forçado a atravessar o cano em alta velocidade, e uma vez no ar, iniciar o seu voo livre até o alvo. Os modelos mais econômicos e populares são normalmente de tiro único, ou seja: após engatilhar a arma, deve-se colocar manualmente um novo chumbinho na câmara. Esta ação é geralmente feita dobrando o cano para baixo, o que, por meio de uma dobradiça, aciona a mola que comprime mais ar e deixa a câmara exposta para o operador colocar uma nova munição.

## Usos principais
Em alguns países é permitida a caça com armas de ar comprimido, não sendo o caso da Espanha, onde só é permitido o tiro desportivo.
Poderiam classificar-se como armas de ar comprimido as réplicas de airsoft, já que a impulsão do projéctil sempre é por ar ou gás.